# تشارلز براون (لاعب كريكت)
تشارلز براون (22 يناير 1815 - 28 سبتمبر 1875) (بالإنجليزية: Charles Brown)‏ هو لاعب كريكت بريطاني.

## وصلات خارجية
- تشارلز براون على موقع إي آس بي آن كريك إنفو (الإنجليزية)